# Margherita Hacková
Margherita Hacková (nepřechýleně Hack, 12. června 1922 Florencie – 29. června 2013 Terst) byla italská astrofyzička a popularizátorka vědy.

## Život
Narodila se ve Florencii rodičům Robertovi a Marii Luise (Poggesi) Hackovým. Vystudovala v roce 1945 fyziku na Florentské univerzitě, její závěrečná práce byla o astrofyzice cefeid. V letech 1964 až 1997 pak byla řádnou profesorkou na Terstské univerzitě. Kromě toho působila jako asistentka univerzity ve Florencii (1946-1954), astronomka Astronomical Observatory, Milan-Merate (1954-1964), ředitelka Trieste Astronomical Observatory (1964-1987) a jako ředitelka oddělení astronomie od roku 1985. Byla členkou národní skupiny astronomie National Research Council, Řím (1977-1984) a College Astronomical Research, Ministerstvo školství, Řím (1982-1984).
Kromě vědecké práce se angažovala v politice a byla několikrát na kandidátce Italské komunistické strany.
Dne 28. května 2012 získala z podnětu italského prezidenta Giorgia Napolitana Řád zásluh o Italskou republiku.
Ke stému výročí narození byla před milánskou Univerzitou La Statale odhalena socha Margheritě Hack, vědkyni a dámě hvězd.